# Dünserberg
Dünserberg è un comune austriaco di 155 abitanti nel distretto di Feldkirch, nel Vorarlberg.